# Документопотік
Документопотік — це комплекс заходів передавання інформації в установі, зафіксованих на певних носіях. Формування документопотоків залежить від побудови й структури установи, форми організації ведення обліку документів, типів, кількості та виду програмно-технічних та організаційних засобів, обчислювальної техніки, що використовуються в процесі організації документопотоку. Вони бувають різної інтенсивності, що вимагає особливої уваги при організації процесу документообміну.

## Види документопотоків
1. Документопотік вхідних документів (листи, угоди, рекламні оголошення, відомчі розпорядження та інструкції тощо). Більша частина документів, які обробляються, адресовані керівнику підприємства, лише менша частина — заступникам керівника, керівникам структурних підрозділів і конкретним виконавцям;
2. Документопотік внутрішніх документів — це документи які циркулюють між підрозділами (службами) однієї організації. Як правило це — накази, розпорядження, інструкції керівництва, службові записки, акти тощо;
3. Документопотік вихідних документів — це документи які виходять з установи, як правило це відповіді на листи, угоди, запити, звіти, контракти, прес-релізи та ін.

## Ознаки документопотоку
1. Зміст або функціональна належність до документів.
2. Структура документів.
3. Спрямованість документів.
4. Обсяг даних документів.

Зміст документопотоку — це певні документи, включені до нього, та дана інформація, зафіксована в цих документах.
Структурними показниками документопотоку є ознаки функціонального призначення документів, такі як організація системи менеджменту, кадрового обліку тощо. Режим документопотоку визначається циклічністю організаційних операцій, наприклад, планування звітності (річної, піврічної чи квартальної), внутрішніми ритмами роботи підприємства.
Напрям документопотоку характеризується змістом конкретної технологічної операції, способом засвідчення, погодження, затвердження, ознайомлення тощо.
Об'єм документопотоку визначається обсягом документів, або обсягом інформації, яка міститься в документах, наприклад аркуші, знаки, кількість доручень, виконавців за вказаний період. Зміни можуть бути пов'язані зі зменшенням ділової, політичної, управлінської активності, внутрішніми змінами роботи організації.